# گروژمه
گروژمه (به لهستانی:  Grozimy) یک روستا در لهستان است که در گمینا گرایوو واقع شده‌است.